# Едла
Едла, герцогиня вендська (швед. Edla, hertiginna av Venden Edla, hertiginna av Venden; X — XI століття) — наложниця шведського короля слов'янського походження Олафа Шетконунга, мати шведського короля Емунда і норвезької королеви Астрід Олафсдоттір.
Згідно з легендою, Едла була дочкою західно-слов'янського племінного вождя з Північної Німеччини. Її привезли до Швеції як військовий трофей в межах 1000 року трохи раніше або одночасно з Естрід. Король Олаф Шетконунг одружився з Естрід, але любив Едлу і взяв її наложницею. Вона народила від нього сина Емунда, дочку Астрід і, ймовірно, дочку Хольмфріду. Ісландський історик Сноррі Стурлусон свідчить, що її діти виховувалися далеко від двору через погане ставлення до них королеви Естрід. У тому числі це може означати, що Едла й померла до того, як вони виросли.

## Діти
- Емунд Старий, король Швеції
- Астрід Олафсдоттір, дружина Олава II, короля Норвегії
- Хольмфріда Олафсдоттір, дружина Свена Хаконсона